# سید یوسف طباطبایی‌نژاد
سید یوسف طباطبائی نژاد (زاده ۱۳۲۳، اردستان) روحانی و سیاستمدار ایرانی، نماینده ولی فقیه در استان اصفهان و امام جمعه اصفهان است. وی همچنین مدیر حوزه علمیه اصفهان و نماینده استان اصفهان در مجلس خبرگان رهبری است.
طباطبایی‌نژاد نماینده دوره چهارم مجلس شورای اسلامی از حوزه انتخابیه اردستان بوده‌است. فرزند او سید صادق طباطبایی‌نژاد همچون‌ پدرش نماینده دوره دهم و یازدهم از اردستان در مجلس بوده‌است.
پدر وی حاج میرزا علی است. او از سال ۱۳۲۷ وارد حوزه علمیه قم شد. حسین وحید خراسانی و گلپایگانی از استادان وی بودند. او دارای عنوان حوزوی آیت‌الله است. در انتخابات مجلس خبرگان رهبری (۱۳۹۴) او جزو لیست حزب شورای ائتلاف اصلاح طلبان بود.

## عقاید
در سال ۱۳۹۵ به خاطر اینترنت در ایران به وزیر ارتباطات و فناوری اطلاعات انتقاد کرد، گفت «با سر دسته شبکه‌هایی که موجب بی‌عفتی می‌شوند برخورد کنید». مخابرات می‌تواند این افراد را پیدا و آن‌ها را خفه کند. طباطبایی نژاد در مجمع کمیسیون‌های فرهنگی - اجتماعی کلان‌شهرها و مرکز استان‌ها در سال ۱۳۹۳ خواستار این شد که دانشگاه جداسازی جنسیتی بشود، سه روز مخصوص مردها و سه روز مخصوص زن‌ها باشد.در سال ۱۳۹۴ او خواستار ممنوع شدن کارکردن زن‌ها در ادارات و مغازه‌های شهر بود.
او در سال ۱۳۹۸ درکنار شهرداری اصفهان و دادستان کل اصفهان عامل ممنوع شدن و ندادن حق دوچرخه‌سواری به زن‌ها در شهر اصفهان است. او در طول اعتراضات کشاورزان استان اصفهان آنان را فتنه‌گر و مخالف نظام نامید. در ۱۱ مهر ۱۳۹۹ در جلسه با ناجا و واجا و نماینده دادگستری گفت باید جامعه را برای بی‌حجابان و کشف حجاب در ایران ناامن کنیم و نگرانی برای تکرار اسید پاشی در شهر ایجاد کرد. شعبه‌های مخصوص رسیدگی به پرونده‌های ناهنجاری‌های اخلاقی را در دادگاه‌ها خواستار شد و گفت: نگاه قضات هم باید در جهت حمایت از امر به معروف و نهی از منکر باشد. وکیل دادگستری، علی مجتهدزاده نوشت: «در صورت ارتکاب هر گونه اقدام خودسرانه علیه زنان، امام جمعه اصفهان باید پاسخگو باشد.» او برای برگزیدن رهبر آینده ایران مخالف رهبری شورایی است.

## مسئولیت‌ها و مناصب
- تدریس سطوح عالیه در حوزه‌های علمیه
- تدریس در دانشگاه‌ها مانند دانشگاه اصفهان و دانشگاه سپاه قم
- عضویت دادگاه عالی انقلاب (۱۳۶۰) و عضو دیوان عالی کشور (۱۳۶۶)
- معاون شعبه ۲۷ در شهر قم
- نماینده مجلس شورای اسلامی (دوره سوم و چهارم)
- نماینده شورای نگهبان در شورای عالی آموزش و پرورش کشور (دو دوره)
- نماینده رهبری در کشور سوریه (۱۳۷۶ تا ۱۳۸۱)
- نماینده رهبری در استان اصفهان و امام جمعه شهر اصفهان (از شهریور ۱۳۸۱)
- مدیر حوزه علمیه اصفهان با حکم حسین مظاهری (از بهمن ۱۳۸۳)
- مسئول بنیاد بین‌المللی غدیر استان اصفهان
- عضویت در شورای فرهنگ عمومی استان اصفهان[۱]